# George Washington (Perovani)
Ce portrait officiel de George Washington a été réalisé par le peintre italien Giuseppe Perovani, en 1796.

## Contexte
Ce portrait fut commandé au peintre italien Giuseppe Perovani (it) (Brescia, 1765 - Mexique, 1835) par le ministre Josef de Jaudenes y Nebot (ambassadeur espagnol à Philadelphie), qui le revendit à Manuel Godoy, secrétaire d'État. Le portrait commémorait le traité de Madrid (également connu sous le nom de traité de San Lorenzo ou traité de Pinckney), qui avait établi l'amitié entre les États-Unis et l'Espagne, ainsi que définit des frontières et des droits de navigation.
Signé le 27 octobre 1795 et entré en vigueur le 3 août 1796 aux États-Unis et le 25 avril 1796 en Espagne, il établit la frontière des territoires espagnols en Floride au 31e parallèle. Le même Godoy, dit « prince de la Paz », qui était le premier ministre du roi Charles IV roi d'Espagne, avait traité avec le ministre et diplomate nord-américain Thomas Pinckney, envoyé extraordinaire à la cour de Madrid, afin de négocier, de discuter, enfin de signer l'accord.

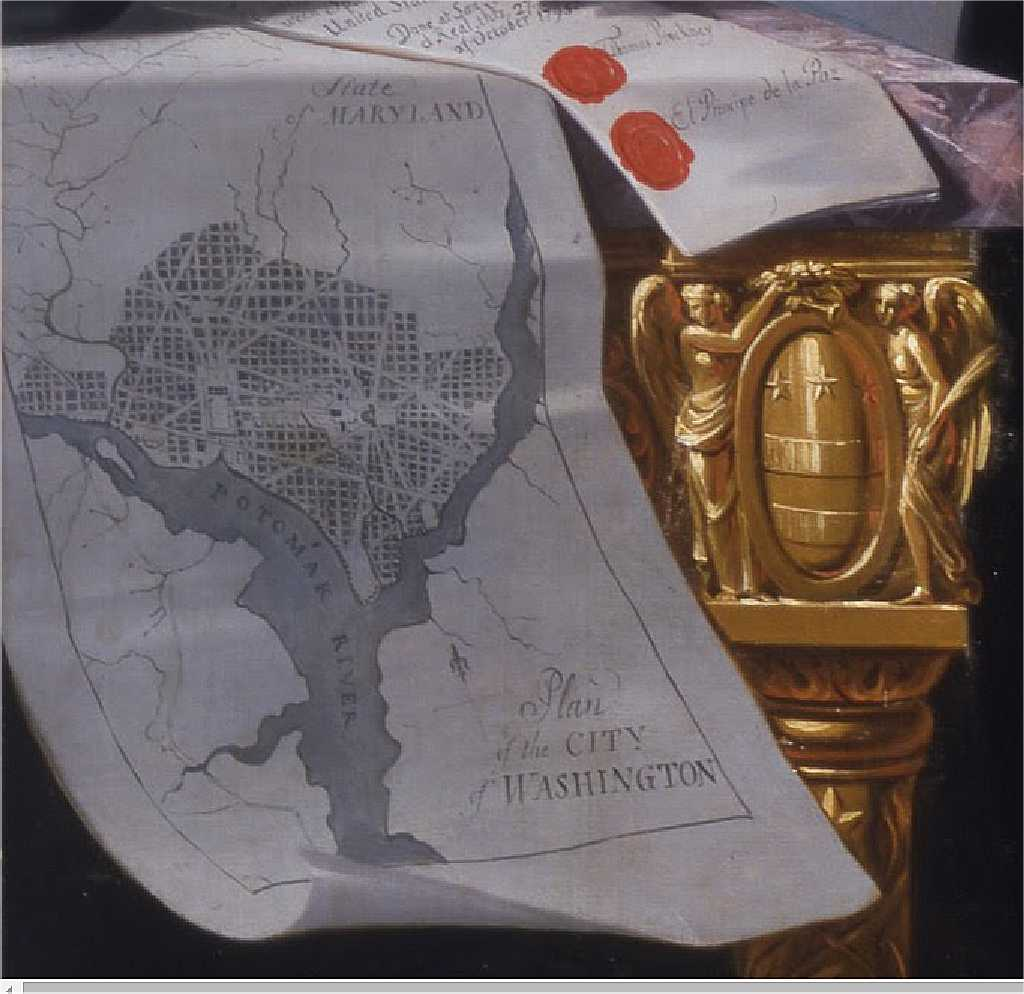
1796, Giuseppe Perovani, Détail du Portrait de George Washington, carte de Washington.

## Description
Ce portrait de George Washington contient quelques références symboliques au traité de Madrid : deux plumes d'oie sont dans l'encrier, deux sont les sceaux de cire rouge et deux les signatures sur le document original du traité qui vient d'être signé. Les armes sont déposées et se trouvent sous les tables de négociation. En arrière-plan, un paysage illuminé par la lumière d'un soleil levant complète le fond. 
Le président Washington pose son coude sur les genoux d'une statue néo-classique de femme, représentant la Beauté au miroir ou Vénus. Derrière elle on aperçoit - un peu dans l'ombre - une autre figure féminine : c'est Minerve, la déesse de la Guerre. Les deux livres, en bas à droite, sont le Journals of Congress et Constitution and Laws of the United States.
Avec cette peinture, Giuseppe Perovani a introduit aux États-Unis le goût du portrait académique, en style néo-classique.

## Copies
Le président américain Lyndon B. Johnson avait dans son étude une copie de ce tableau, qui avait été offert par le gouvernement espagnol au gouvernement américain.